# 高木誠一
高木 誠一（たかき せいいち、1948年9月16日 - 2017年12月2日）は、日本の実業家。製パン・ベーカリーチェーン大手のアンデルセングループを統括するアンデルセン・パン生活文化研究所代表取締役社長を務める。アンデルセングループの創始者の高木俊介の長男。 
広島県出身。1976年コーネル大学大学院ホテル経営学部修了。

## 略歴
- 1978年6月 - タカキベーカリー入社
- 1991年3月 - アンデルセン社長就任
- 1995年3月 - タカキベーカリー社長就任
- 2003年4月 - グループ再編により（新）タカキベーカリー取締役就任
- 2006年4月 - アンデルセン会長就任
- 2006年6月 - 広島銀行社外監査役就任
- 2017年12月2日  - 心不全のため死去、69歳[1]。